# Cowboys Selvazzano
I Cowboys Selvazzano sono una squadra di football americano di Selvazzano Dentro. Sono stati fondati nel 2012 e - dopo aver disputato due stagioni in Terza Divisione FIDAF - hanno partecipato all'Italy 9 Championship 2015, primo livello del campionato della IAAFL.

## Storia
La stagione 2015 ha visto militare i Cowboys di Selvazzano nel campionato di IAAFL. Sorteggiati in un girone blindato, con una testa di serie di tutto rispetto quale i Rams Milano, i Cowboys riescono - con 2 vittorie e 2 sconfitte - a conquistare la wild card che li vede contrapposti agli Alfieri Asti. In seguito alla vittoria in questo incontro i Cowboys affrontano al semifinale contro i Lancieri Novara.

## Dettaglio stagioni

### Tornei nazionali

#### Campionato

##### Italy 9 Championship
A seguito dell'ingresso di FIDAF nel CONI questi tornei - pur essendo del massimo livello della loro federazione - non sono considerati ufficiali.
| Stagione | regular season | regular season | regular season | regular season | regular season | regular season | playoff | playoff | playoff | playoff | playoff | playoff    | playoff         |
|          | Vin            | Par            | Per            | Tot            | PF             | PS             | Vin     | Per     | Tot     | PF      | PS      | risultato  | avversaria      |
| -------- | -------------- | -------------- | -------------- | -------------- | -------------- | -------------- | ------- | ------- | ------- | ------- | ------- | ---------- | --------------- |
| 2015     | 2              | 0              | 2              | 4              | 65             | 72             | 1       | 1       | 2       | 42      | 45      | Semifinale | Lancieri Novara |
| Totale   | 2              | 0              | 2              | 4              | 65             | 72             | 1       | 1       | 2       | 42      | 45      |            |                 |

Fonte: Enciclopedia del Football - A cura di Roberto Mezzetti

##### CIF9/Terza Divisione
| Stagione | regular season | regular season | regular season | regular season | regular season | regular season | playoff | playoff | playoff | playoff | playoff | playoff              | playoff      |
|          | Vin            | Par            | Per            | Tot            | PF             | PS             | Vin     | Per     | Tot     | PF      | PS      | risultato            | avversaria   |
| -------- | -------------- | -------------- | -------------- | -------------- | -------------- | -------------- | ------- | ------- | ------- | ------- | ------- | -------------------- | ------------ |
| 2013     | 2              | 0              | 4              | 6              | 84             | 90             | -       | -       | -       | -       | -       | -                    | -            |
| 2014     | 4              | 0              | 6              | 4              | 123            | 94             | 0       | 1       | 1       | 0       | 38      | Sedicesimi di finale | Ravens Imola |
| Totale   | 6              | 0              | 6              | 12             | 207            | 184            | 0       | 1       | 1       | 0       | 38      |                      |              |

Fonte: Enciclopedia del Football - A cura di Roberto Mezzetti

### Riepilogo fasi finali disputate
| Anno | Luogo             | Evento               | Fase del torneo      | Incontro                             | Risultato |
| 2014 | Selvazzano Dentro | Nine Bowl            | Sedicesimi di finale | Cowboys Selvazzano - Ravens Imola    | 0 - 38    |
| 2015 | Asti              | Italy 9 Championship | Semifinale           | Lancieri Novara - Cowboys Selvazzano | 33 - 0    |